# Ectobius usticaensis
Ectobius usticaensis är en kackerlacksart som beskrevs av Failla och Andre Messina 1974. Ectobius usticaensis ingår i släktet Ectobius och familjen småkackerlackor. Inga underarter finns listade i Catalogue of Life.